# 신용재
신용재(申容財, 1989년 11월 1일 ~ )는 대한민국의 가수로 보컬 듀오 2F의 멤버이다.

## 학력
- 서울흥일초등학교[출처 필요]
- 한울중학교
- 문일고등학교
- 서울예술대학교 실용음악과(졸업)

## 음반
- 'First Kiss' (EP, 2008년)
- 'Voice Of Autumn' (EP, 2009년)
- 'The 3rd Generation' (EP, 2010년)
- 'Baby Baby+4MEN' (EP, 2010년)
- 'U (with E-Tribe)' (EP, 2010년)
- '울고, 불고...' (Digital Single. 2010년)
- 'Sorry' (EP. 2010년)
- 'YWHO Winter Serenade' 참여 (EP, 2010년)
- SBS 드라마 시크릿가든 OST 'Here I am', '이유' 등 참여 (OST, 2010)
- SBS 드라마 나쁜 남자 OST '웃지마 울지마' 등 참여 (OST, 2010)
- KBS 수목시리즈 프레지던트 OST '독고다이' 참여 <신용재 단독> (OST, 2011)
- 'The Artist' (2011년 6월 7일)
- '24' (2012년 7월 14일)
- 'The 5th Album Vol. 1 (실화)' (2013년 1월 28일)
- 'The 5th Album Vol. 2 (Thank You)'(2013.05.08)
- '포맨 솔로 프로젝트 #1 신용재' (Digital Single, 2013.09.23)
- SBS 드라마 쓰리 데이즈 OST '널 사랑한다, 지운다, 또 운다' 참여 (OST, 2014.03.12)
- '사랑하는 그대여'(단원고 희생자인 이다운의 유작) (2014.05.30)
- 'Light' (2014.12.18)
- KBS 드라마 너를 기억해 OST '니가 보여' 참여 (OST, 2015/07/29)
- KBS 드라마 오 마이 비너스 OST '그런 사람 (Duet Ver.)' (with 린) 참여 (2015/12/01)
- SBS 드라마 낭만닥터 김사부 OST '언제나 괜찮아' 참여 (2017/1/10)
- JTBC 드라마 런온 OST 'Sorry' (with 김원주) 참여 (2021/1/11)
- Psycho Tension Vol.1 (꽃이 예뻐봤자 뭐해) (2021/6/3)

## 솔로 앨범
2012년 7월에 발매한 솔로 앨범 '24'는 신용재 첫 솔로 앨범인 동시에 그가 앨범 전체 프로듀서를 맡아 직접 진두지휘한 앨범으로 프로듀서로서도 첫 데뷔라 그 의미가 매우 깊다. 신용재는 지난해 포맨 정규앨범 활동을 마감한 후 이번 솔로 앨범을 위해 심혈을 기울여 틈틈이 작업해 왔다. 타이틀곡을 포함해 직접 작사, 작곡한 노래들을 비롯해 특유의 애절한 '신용재표 발라드'를 선보였다. 또한 세월호 희생자 故 이다운 학생이 직접 작사•곡한 '사랑하는 그대여'를 부르며 생전 못다 이룬 이다운 학생의 꿈을 이뤄주었다.

## TV 프로그램
- 2014년 KBS 《불후의 명곡》
- 2015년 KBS 《불후의 명곡》
- 2014년 KBS 《유희열의 스케치북》
- 2016년 MBC 《미스터리 음악쇼 복면가왕》 - 43~45대 가왕 뜨거운 심장 양철로봇
- 2022년 SBS F!L 《외식하는 날 버스킹》